# ماری ایتون
 ماری ایتون (انگلیسی: Mary Eaton؛ ۲۹ ژانویهٔ ۱۹۰۱ – ۱۰ اکتبر ۱۹۴۸) یک هنرپیشه اهل ایالات متحده آمریکا بود.